# Lough Finn
Le Lough Finn (Loch Finne en irlandais) est un lac d'Irlande, situé dans le Comté de Donegal à proximité du village de Fintown. 
Mesurant environ 5 km de long sur 300 à 500 m de large, le Lough Finn est la source de la rivière Finn, longue de 64 km et affluent de la Foyle.

## Loisirs
Le lac est longé par la ligne de chemin de fer touristique entre Fintown et Glenties

## Galerie

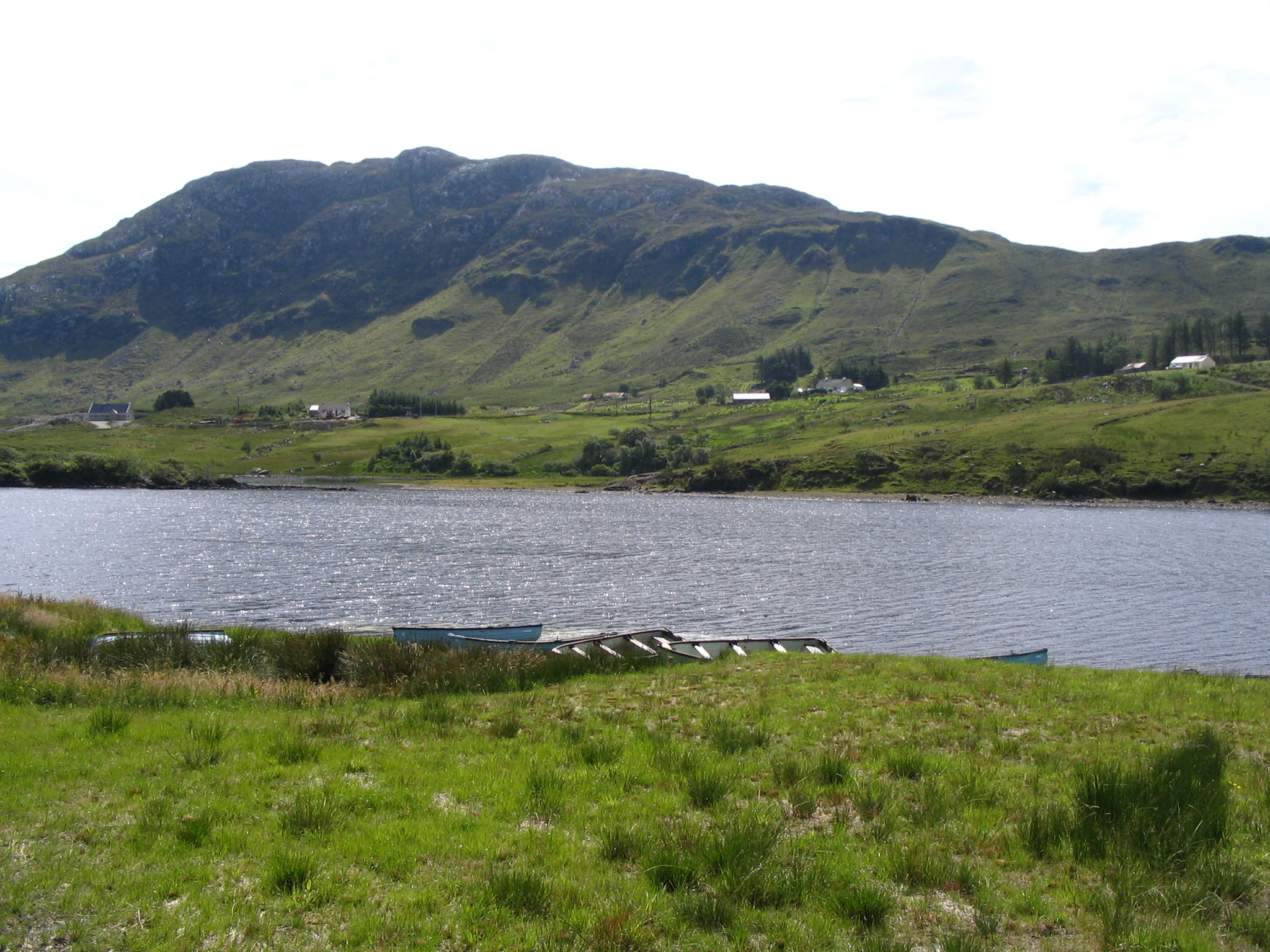
Lough Finn au pied de Fintown Scraigs (429 m)
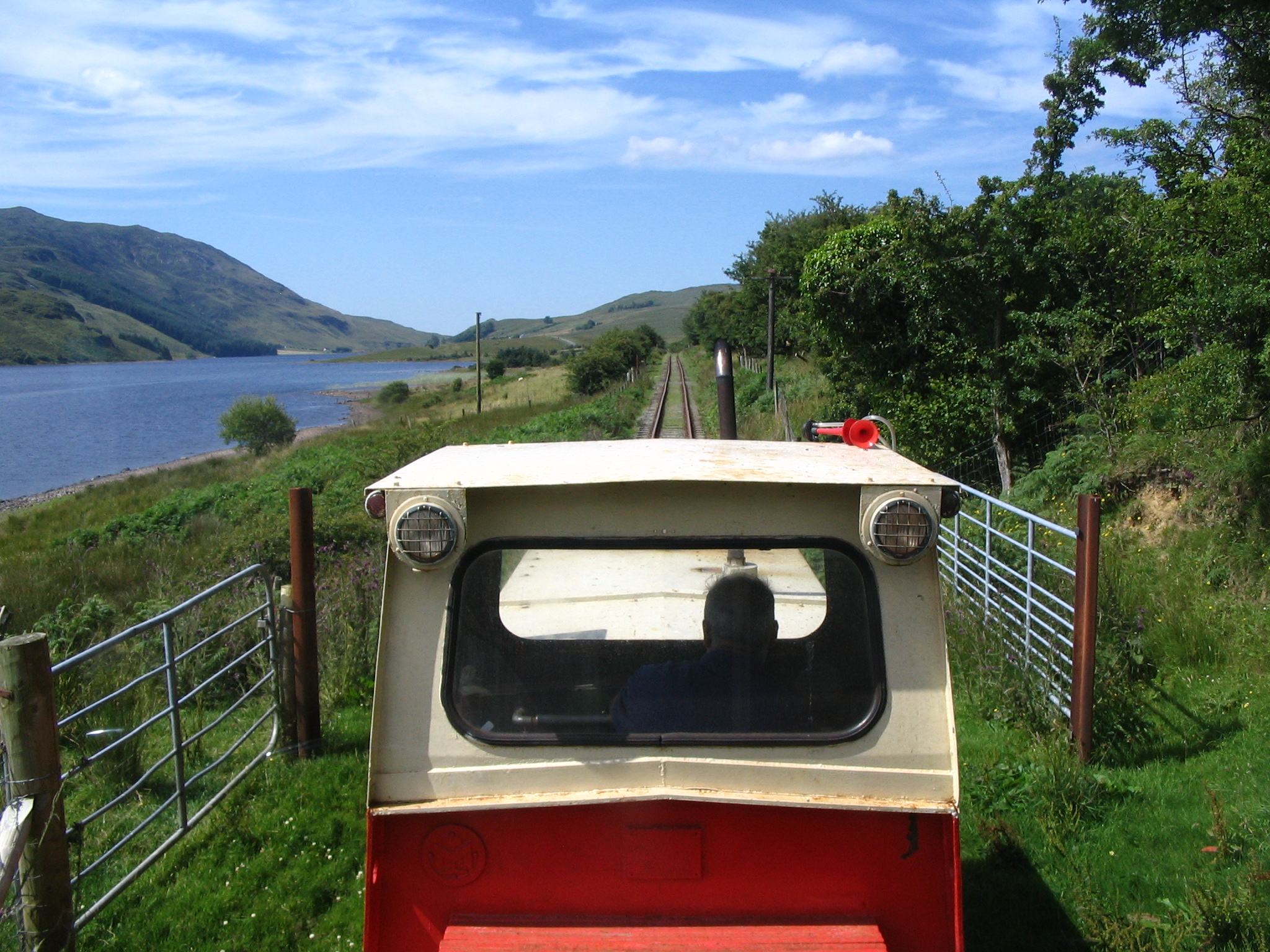
Le train touristique de Fintown
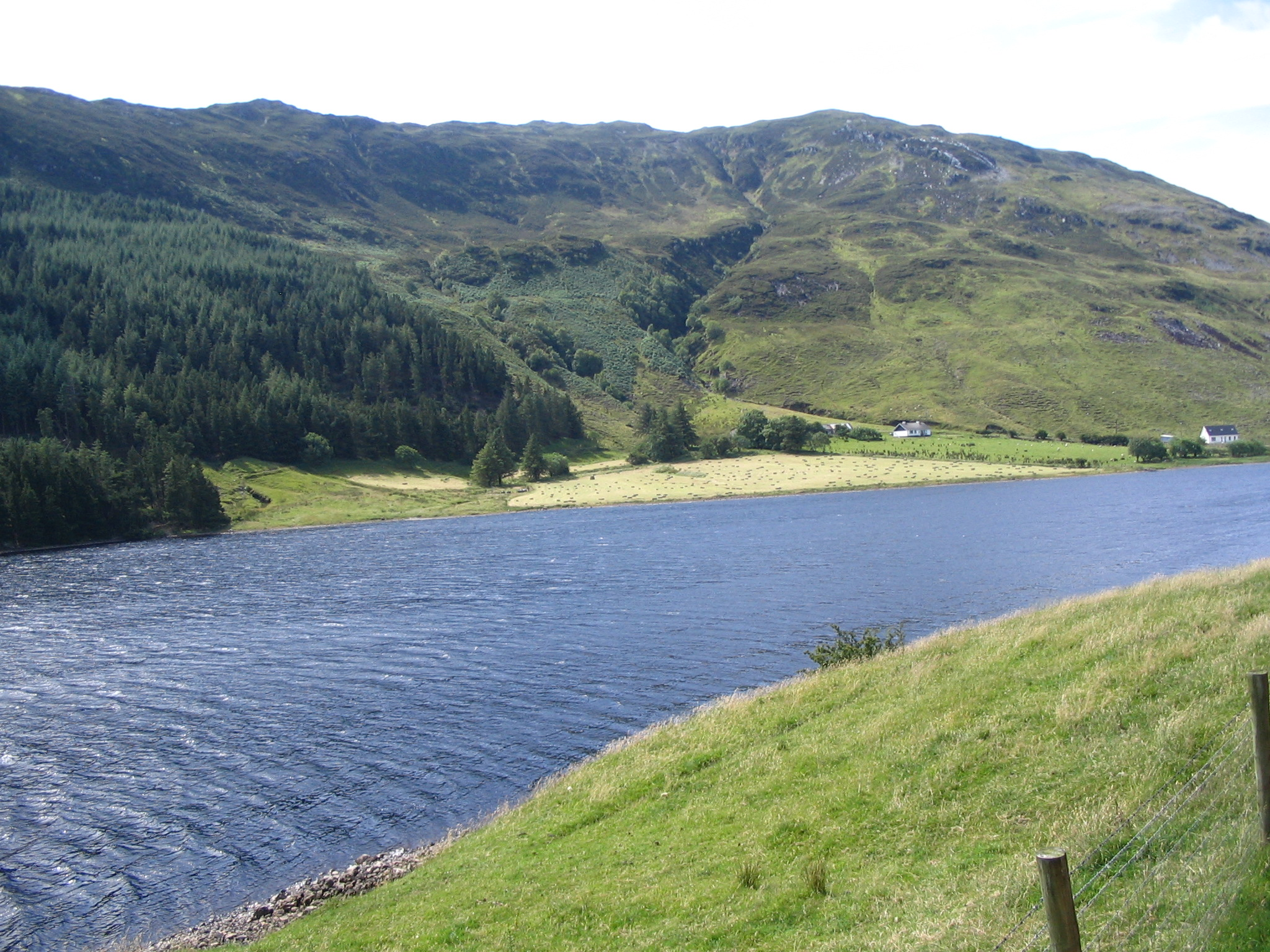
Lough Finn devant Aghla Mountain (593 m)